# Lorca – en diktares död
Lorca – en diktares död (originaltitel: Lorca, muerte de un poeta) är en spansk dramaserie om den spanske poeten och dramatikern Federico García Lorcas (1898–1936) liv och död. I huvudrollen som Lorca ses Nickolas Grace.
Serien visades i SVT1 från den 29 augusti till den 28 september 1988.

## Avsnitt
| Nummer | Namn                               | Längd (minuter) | Sändningsdatum   |
| ------ | ---------------------------------- | --------------- | ---------------- |
| 1      | Impresiones y paisajes (1903–1918) | 55              | 28 november 1987 |
| 2      | La residencia (1918–1923)          | 55              | 5 december 1987  |
| 3      | El amor oscuro (1925–1928)         | 55              | 12 december 1987 |
| 4      | El llanto (1929–1935)              | 55              | 19 december 1987 |
| 5      | Una guerra civil (1935–1936)       | 55              | 26 december 1987 |
| 6      | La muerte (1936)                   | 80              | 1 januari 1988   |